# ØIF Arendal
Øyestad IF Arendal (ØIF Arendal) är norska Øyestad IF:s (bildad 1929) handbollssektion, från Arendal i Agder fylke. Herrlaget debuterade i eliteserien säsongen 2009/2010.